# Lindknud Sogn
Lindknud Sogn er et sogn i Malt Provsti (Ribe Stift).
I 1800-tallet var Lindknud Sogn anneks til Brørup Sogn indtil 1895, hvor det blev et selvstændigt pastorat - i foråret 1896 blev Lindknud Præstegård bygget. Begge sogne hørte til Malt Herred i Ribe Amt. De udgjorde tilsammen en sognekommune, men senere blev den delt, så Lindknud og Brørup blev to selvstændige sognekommuner. 
I 1896 blev Hovborg Kirke indviet som filialkirke, og Hovborg blev et kirkedistrikt i Lindknud Sogn.
Ved kommunalreformen i 1970 indgik Brørup og den østlige del af Lindknud med byen Lindknud i Brørup Kommune, mens den vestlige del af Lindknud med byen Hovborg (Hovborg Kirkedistrikt) indgik i Holsted Kommune. Brørup og Holsted kommuner blev ved strukturreformen i 2007 indlemmet i Vejen Kommune.
Da kirkedistrikterne blev ophævet i 2010, blev Hovborg Kirkedistrikt udskilt som det selvstændige Hovborg Sogn.
I Lindknud Sogn ligger Lindknud Kirke.
I sognet findes følgende autoriserede stednavne:
- Adsersbøl (bebyggelse, ejerlav)
- Baldersbæk (bebyggelse)
- Baldersbæk Plantage (areal)
- Damgård (bebyggelse)
- Debel (bebyggelse, ejerlav)
- Galtlund (bebyggelse)
- Gilbjerg (bebyggelse, ejerlav)
- Hovborg (bebyggelse, ejerlav)
- Hovborg Plantage (areal)
- Hyldelund (bebyggelse, ejerlav)
- Jægerhøj (areal)
- Klelund (bebyggelse, ejerlav)
- Klelund Plantage (areal)
- Kokær (areal)
- Lindknud (bebyggelse, ejerlav)
- Nørre Vittrup (bebyggelse)
- Okslund (bebyggelse, ejerlav)
- Præstehøj (areal)
- Råbjerg (areal, bebyggelse)
- Tinghøj (areal)
- Vittrup (bebyggelse, ejerlav)